# Borut Zemljič
Borut Zemljič, slovenski veterinar, * 16. avgust 1952, Maribor.

## Življenje in delo
Zemljič je leta 1976 diplomiral na ljubljanski VF ter se nato strokovno izpopolnjeval na več univerzah v tujini. Leta 1978 se je zaposlil na veterinarski postaji v Ormožu ter 1998 postal solastnik in direktor zasebne veterinarske ambulante v Ormožu. Leta 1996 je bil izvoljen za docenta na VF v Ljubljani. Področje njegovega dela so veterinarska kirurgija z ortopedijo, veterinarsko javno zdravstvo in organizacija veterinarske službe.